# Ново Змирново
Ново Змирново (на македонска литературна норма: Ново Змирново) е село в община Битоля на Северна Македония.

## География
Селото се намира в областта Пелагония, на левия бряг на Шемница, на 9 km северно от Битоля и на 1 km западно от Църнобуки. Селото е равнинно на 600 m надморска височина. Землището му е малко и обхваща 1 km2.

## История
В XIX век Ново Змирново е изцяло българско село в Битолска кааза, Битолска нахия на Османската империя. Църквата „Успение Богородично“ е възрожденска. На картата на австро-унгарския генерален щаб планината е под името Смирново Рая (Smirnovo Raja).
Според статистиката на Васил Кънчов („Македония. Етнография и статистика“) от 1900 година Змирнево или Смирнево има 90 жители, всички българи християни.
На Етнографската карта на Битолския вилает на Картографския институт в София от 1901 година Бугарско Смирново е чисто българско село в Битолската каза на Битолския санджак с 12 къщи.
Цялото население на селото е под върховенството на Българската екзархия. По данни на секретаря на екзархията Димитър Мишев („La Macédoine et sa Population Chrétienne“) в 1905 година в Змирново има 48 българи екзархисти.
В 1961 година има 171 жители. Населението се изселва в Битоля, Скопие, Австралия, САЩ и много евопейски страни. Според преброяването от 2002 година селото има 41 жители, самоопределили се като северномакедонци.
| Националност     | Всичко |
| северномакедонци | 41     |
| албанци          | 0      |
| турци            | 0      |
| роми             | 0      |
| власи            | 0      |
| сърби            | 0      |
| бошняци          | 0      |
| други            | 0      |

## Личности
Родени в Ново Змирново
- Велян Перо, българин, православен, арестуван преди април 1904 година, обвинен в „даване на убежище на българските комитски бунтовници“, осъден от Извънредния съд на 5 години каторга, лежал в Битолския затвор, амнистиран с общата амнистия от 12 април 1904 година[7]
- Стефан Недан, българин, православен, арестуван преди април 1904 година, обвинен в „даване на убежище на българските комитски бунтовници“, осъден от Извънредния съд на 5 години каторга, лежал в Битолския затвор, амнистиран с общата амнистия от 12 април 1904 година[8]
- Тале Циле, българин, православен, арестуван преди април 1904 година, обвинен в „даване на убежище на българските комитски бунтовници“,[7] осъден от Извънредния съд на 5 години каторга, лежал в Битолския затвор, амнистиран с общата амнистия от 12 април 1904 година[8]